# Los Guayacanes
Guayacanes es un centro poblado del municipio de Tuchín, Córdoba, Colombia.
Es un centro poblado netamente indígena perteneciente a la tribu Panzenú, perteneciente al resguardo de San Andrés de Sotavento.Sus habitantes se dedican a la fabricación del sombrero vueltiao, famoso en el mundo entero.Sus habitantes en su gran mayoría son cristianos evangélicos, producto de las misiones del Ministerio del Amor de Dios, una institución religiosa.
Aunque han perdido su lengua materna, hablan español. Su raza se mantiene pura, y sus cónyuges, por lo general son los mismos nativos de la región.
- Datos: Q130603535